# Senecella calanoides
Senecella calanoides är en kräftdjursart som beskrevs av Juday 1923. Senecella calanoides ingår i släktet Senecella och familjen Aetideidae. Inga underarter finns listade i Catalogue of Life.